# Ineta Radēviča
Ineta Radēviča (née le 13 juillet 1981 à Krāslava) est une athlète lettonne spécialiste du saut en longueur et du triple saut.

## Carrière

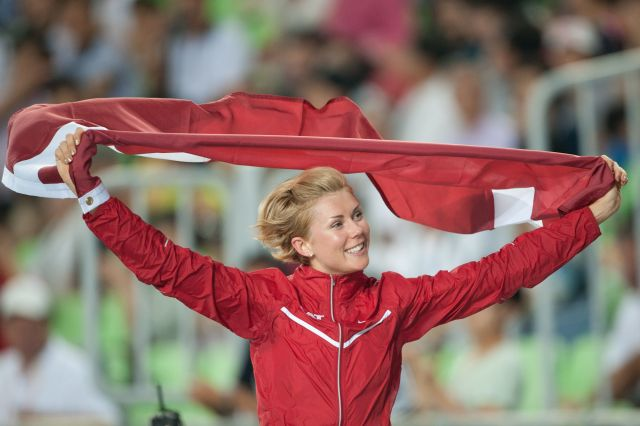
Ineta Radēviča aux mondiaux de 2011

Elle est championne d'Europe en titre, avec un saut à 6,92 m. Médaillée de bronze aux championnats d'Europe des moins de 23 ans en 2003, elle est également connue pour avoir posé dans Playboy avant les Jeux olympiques de 2004.
Le 28 juillet 2010, pourtant loin d'être favorite, elle remporte le concours du saut en longueur lors des Championnats d'Europe avec un saut à 6,92 m en devenant la première Lettonne à ce niveau. Elle bat ainsi Naide Gomes, également auteure de 6,92 m, mais Ineta Radeviča réalise un second meilleur bond à 6,87 m ce qui lui offre le titre de championne d'Europe. 
Lors des Championnats du monde de Daegu en 2011, la Lettone glane une médaille de bronze avec un saut à 6.76 m . Le 1er février 2017, il est annoncé que Radeviča est déclarée vice-championne du monde à la suite de la disqualification pour dopage d'Olga Kucherenko. L'IAAF annonce le 26 juillet 2017 qu'une cérémonie pour remettre la médaille aura lieu le 5 août 2017 pendant les Championnats du monde de Londres.
En 2012, elle ne réédite pas son titre européen à Helsinki, se classant 5e (6,55 m). Aux Jeux olympiques de Londres, elle échoue au pied du podium pour 1 centimètre et met un terme à sa carrière, à 31 ans, à la suite de cette désillusion.
Après sa carrière, elle devient journaliste sportif à la télévision puis est nommée présidente de la Fédération lettonne d'athlétisme en mars 2017.
En mai 2019, la tribunal arbitral du sport annonce qu'après avoir re-testé un échantillon de sang de l'athlète datant des Jeux olympiques de 2012, des traces de oxandrolone, un produit dopant, ont été trouvés. Elle devient la 4e compétitrice de l'épreuve du saut en longueur testée positive lors de ces Jeux. Elle est donc rétroactivement disqualifiées de cette compétition et de toutes celles qui eurent lieu entre le 8 août 2012 et le 7 août 2014.

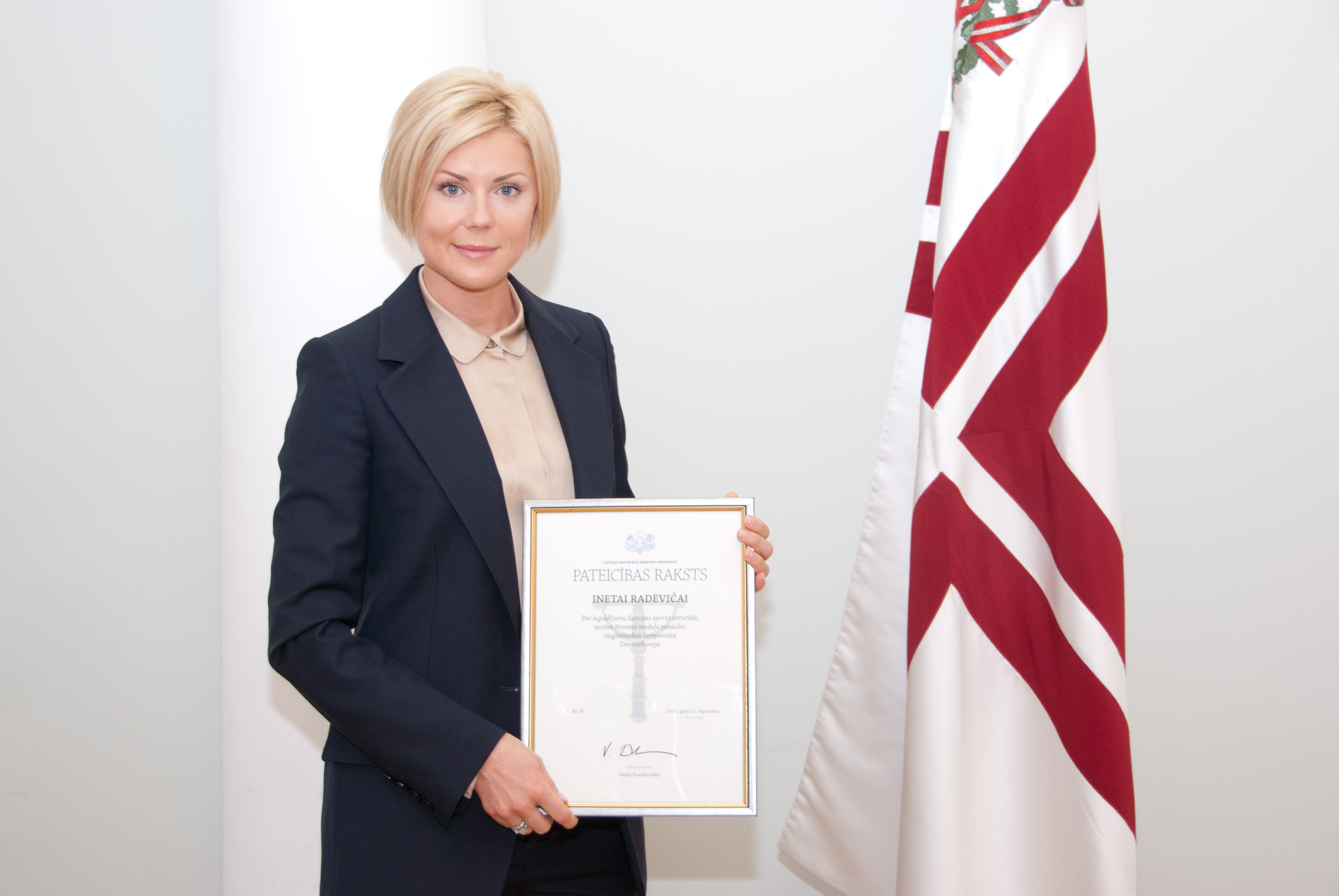
Ineta Radēviča de retour en Lettonie en 2011

## Palmarès
| Date | Compétition                    | Lieu       | Résultat | Marque  |
| ---- | ------------------------------ | ---------- | -------- | ------- |
| 2003 | Championnats d'Europe espoirs  | Bydgoszcz  | 3e       | 14,04 m |
| 2003 | Championnats d'Europe espoirs  | Bydgoszcz  | 3e       | 6,70 m  |
| 2004 | Jeux olympiques                | Athènes    | 13e      | 6,53 m  |
| 2005 | Championnats d'Europe en salle | Madrid     | 5e       | 6,58 m  |
| 2006 | Championnats du monde en salle | Moscou     | 4e       | 6,54 m  |
| 2007 | Championnats d'Europe en salle | Birmingham | 8e       | 6,40 m  |
| 2008 | Championnats du monde en salle | Valence    | 6e       | 6,54 m  |
| 2010 | Championnats d'Europe          | Barcelone  | 1re      | 6,92 m  |
| 2010 | Coupe continentale             | Split      | 4e       | 6,55 m  |
| 2011 | Championnats du monde          | Daegu      | 2e       | 6,76 m  |
| 2012 | Championnats d'Europe          | Helsinki   | 5e       | 6,55 m  |
| 2012 | Jeux olympiques                | Londres    | DSQ      | 6,88 m  |

## Records
| Épreuve                      | Performance | Lieu       | Date            |
| ---------------------------- | ----------- | ---------- | --------------- |
| Saut en longueur (plein air) | 6,92 m      | Barcelone  | 28 juillet 2010 |
| Saut en longueur (salle)     | 6,67 m      | Birmingham | 2 mars 2007     |
| Triple saut (plein air)      | 14,12 m     | Athènes    | 21 août 2004    |
| Triple saut (salle)          | 13,89 m     | Moscou     | 27 janvier 2010 |